# Return the Favor
«Return the Favor» es un sencillo de la cantautora americana Keri Hilson, de su álbum debut In A Perfect World..., fue producido por Timbaland y The Clutch y lanzado como el segundo sencillo oficial el 7 de octubre de 2008

## Vídeo
Fue dirigido por Melina Matsoukas y estrenado el 23 de octubre. Empieza con una pequeña pantalla que muestra The Way I Are de Timbaland con Keri Hilson, cambiando la escena cuando Timbaland presiona un botón y la pantalla cambia el vídeo a una habitación en donde se encuentra Keri que empieza con el coro de la canción. Tiene varias escenas en la que muestran a Keri en diferentes habitaciones, en una de ellas aparece en una pantalla gigante detrás de Timbaland cantando el coro, también sale de un pozo de agua con un traje de baño azul puesto y con diferentes joyas.

## Posiciones
| Posiciones (2009)   | Posiciones en países |
| ------------------- | -------------------- |
| Turkey Top 20 Chart | 16                   |